# Galo do tempo
O galo do tempo, também conhecido como galinho do tempo, é um bibelô de origem portuguesa que, antigamente, era muito utilizado para prever o tempo: em dias úmidos ou chuvosos, o galinho ficava rosa, em dias quentes, tonava-se azul. Isso era possível, devido que o galinho possui em sua composição o CoCl2.6H2O (cloreto de cobalto hexahidratado): quando esta molécula possui suas seis moléculas de hidratação, o composto é rosa, e quando a molécula está desidratada fica azul.